# 이탄

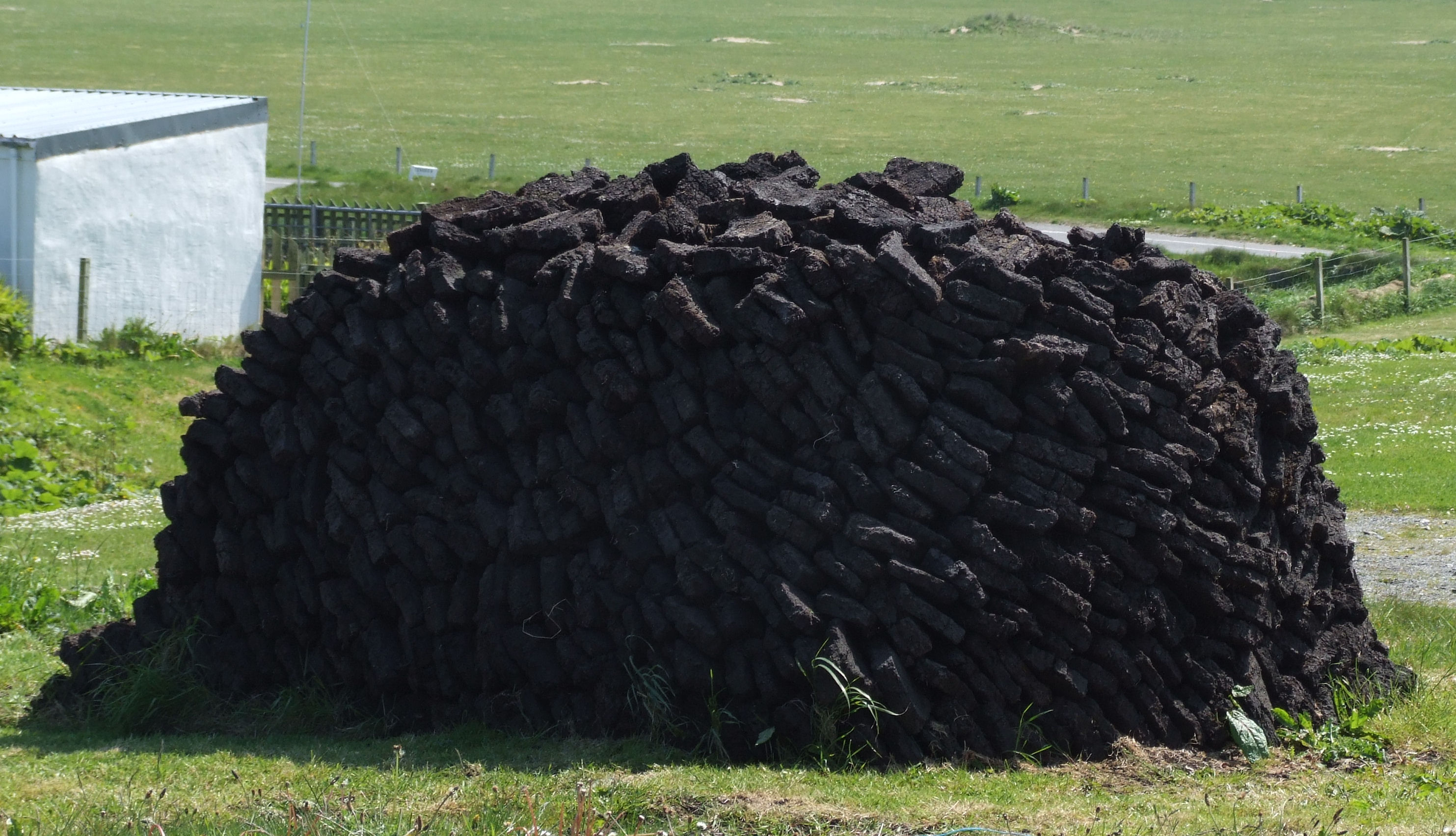
이탄 더미.

이탄(泥炭, 영어: peat)은 완전히 탄화할 정도로 오래되진 않은 석탄의 일종이다. 발열량이 적으며 연탄의 원료로 쓰인다. 이탄은 석탄이 만들어지는 첫 번째 단계에서 만들어지는 것으로 층 모양으로 이루어진다. 엷은 색깔을 띠는 위층은 죽은 나무·관목·이끼 등이 얕은 산성수에서 썩어서 만들어진다. 이런 물질이 물이나 그 위에 쌓인 다른 나무 때문에 압축되면 이탄이 된다. 90%가 물로 되어 있어 마치 진흙처럼 보인다.
이탄이 쌓여서 만들어진 습지를 이탄습지(peatland)라고 한다. 시대별 퇴적물을 간직하고 있기 때문에, 자연사 연구에 중요 자료가 된다. 2008년 2월 19일 대한민국 국립공원관리공단은 오대산 해발 1170m 부근에서 이탄습지 한곳을 발견하였다. 관리공단은 해당 습지를 특별보호구로 지정했다.
이탄토(영어: peatmoss)는 원예에 사용된다.

## 같이 보기
- 석탄
- 수렁
- 통일분류법